# Lidingö kommunvapen

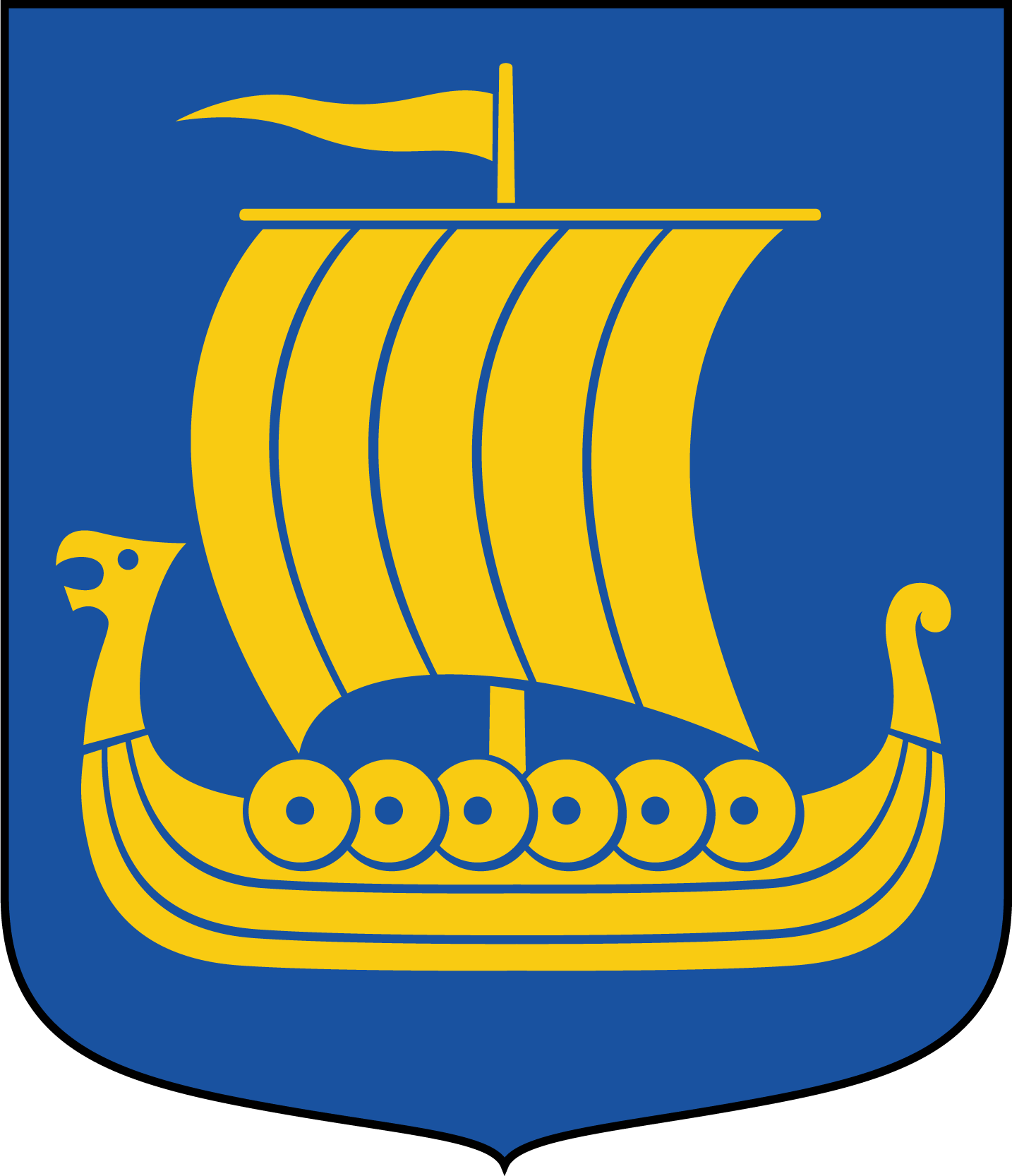
Riksheraldikerns utformning av vapnet

Lidingö kommunvapen visar ett vikingaskepp även om det aldrig har kunnat beläggas på något sätt att Lidingö skulle ha varit en samlingsplats för sjöfarande vikingar, annat än en folketymologi som härleder namnet Lidingö till ledung.

## Blasonering
Blasonering: I blå sköld ett vikingaskepp av guld.
Vapnet är inregistrerat av PRV (Patent- och registreringsverket) 1 november 1974 för Lidingö kommun som ett figurmärke med registrerings nr. 410-0204/2003. Riksheraldikerns utformning av vapnet ritades av Vladimir A. Sagerlund.
Första utformningen av vapnet handmålades av Brita Grep på dåvarande Riksheraldikerämbetet och fastställdes för Lidingö stad av stadsfullmäktige i slutet av 1927 och godkändes av Kungl Maj:t 1928. Den av PRV registrerade grafiska utformningen har av kommunen stiliserats ett flertal gånger, senast under 1980-talet.

## Historisk bakgrund till stadsvapnet
En stadsvapenkommitté bildades 1926 när det blev klart att Lidingö köping skulle bli stad. Men det skulle ta mer än ett år innan man hade nått enighet om hur vapnet skulle se ut. Mängder av förslag framfördes, det ena mer långsökt än det andra, till största del beroende på att man helt enkelt inte kunde komma på något speciellt utmärkande för Lidingö som under tidig historia hade varit ren landsbygd med i huvudsak jordbruk som huvudsaklig verksamhet. Bland annat framfördes förslaget; en sköld med två delfiner, för att anspela på Lidingös marina miljö men det avvisades med motiveringen att delfiner inte var typiska för vattnen runt Lidingö.
Dåvarande riksheraldikern greve Adam Lewenhaupt såg sig tvungen att ingripa då vapenkomittén inte tycktes kunna enas och framförde mer som ett skämt förslaget; en sköld med ärtor och en fisk för att anspela på den lokala maträtten lidingölake med ärtor där han även kunde tänka sig ersätta laken med två eller tre strömmingar som också fiskades i stora mängder utanför Lidingö förr i tiden. Han menade att ”den heraldiska kulinaristiken har gott om figuralt talat smältbara ingredienser”. I ett tidigt skede hade han framfört det mer seriösa förslaget med ett eller flera vikingaskepp, ett förslag som han egentligen hade tänkt sig för Saltsjöbaden i dess egenskap av "centralort för modern sjösport", vilket dock hade förkastats av de styrande i Saltsjöbaden och därmed blivit ledigt.
Vikingaskeppet kom till slut att segra även om det aldrig har kunnat beläggas på något sätt att Lidingö skulle ha varit en samlingsplats för sjöfarande vikingar som var den bakomliggande tanken med förslaget.